# Renée Martel
 (octobre 2020).
Pour les articles homonymes, voir Martel.
Renée Martel, aussi surnommée la cowgirl dorée, (née le 26 juin 1947 à Drummondville et morte le 18 décembre 2021 à Saint-Hyacinthe) est une chanteuse québécoise. Elle est considérée comme étant l'une des plus grandes chanteuses au Québec. Elle a vendu près de 10 millions de disques, a reçu dans sa carrière des dizaines de prix, dont plusieurs Trophées Félix. Sa carrière s'échelonne sur plus de 60 ans. Plusieurs documentaires, livres, émissions de télévision et projets de recherches universitaires sont basés sur Renée Martel.

## Origines
Née à Drummondville, Renée Martel est la fille de Marcel Martel, reconnu avec Willie Lamothe et Paul Brunelle comme un des plus grands chanteurs country québécois d'après-guerre. Sa mère, Noëlla Therrien, était également chanteuse et accompagnait Marcel dans ses tournées. Elle est l'aînée d'une famille de deux enfants (son frère Mario est neuf ans et demi plus jeune qu'elle).
Au début des années 1950, Marcel Martel tombe malade et n'est plus capable de subvenir aux besoins de sa famille. Renée est d'abord mise en pension chez des voisins puis, en 1951, envoyée dans un orphelinat à Nicolet. Elle y séjourne environ un an. Ses parents la ramènent à la maison puis, Marcel, guéri, entreprend une série de tournées musicales à travers le Québec. Renée y accompagne ses parents. Elle apprend à chanter et, en 1954 (elle a alors 7 ans), participe aux prestations de la famille en chantant Un coin de ciel bleu dans les bars avec son père. La même année, elle enregistre un premier album avec sa famille, Noël en famille.
En 1957, Marcel Martel tombe de nouveau malade des poumons et déménage à Los Angeles, dans un climat plus chaud. C'est là que Renée apprend la langue anglaise. La famille Martel revient au Québec en 1963. À partir de septembre de la même année, le père anime l'émission country Marcel Martel au canal CHLT de Sherbrooke, à laquelle participe sa fille en tant que chanteuse.
En 1964, la compagnie de disques Meteor l'engage et elle enregistre un premier disque solo, C'est toi mon idole, qui se vend plus ou moins bien. D'autres disques suivent, Renée Martel est bientôt invitée à l'émission Jeunesse d'aujourd'hui animée par Pierre Lalonde et Joël Denis.

## La chanteuse pop
Le contrat avec Meteor prend fin en 1966 et Renée Martel continue sa carrière sans son père. Elle se forme un groupe, Renée and the Silverboys (appelé ainsi parce que ses musiciens se vaporisaient les cheveux avec de la couleur argentée) et se produit dans plusieurs cabarets dont celui de Fernand Gignac.
À l'été 1967, elle signe un contrat avec le gérant Gerry Plamondon, qui travaille pour la compagnie de disques Trans-Canada, et enregistre son premier véritable hit, Liverpool. S'ensuit une série de tubes qui se vendent à pas moins de 150 000 exemplaires chacun (Je vais à Londres, Viens changer ma vie, Nos jeux d'enfants, Le bateau du bonheur, Prends ma main, Mon roman d'amour). En 1968, elle est élue Révélation de l'année au Gala des Artistes et participe à la tournée Musicorama avec Stéphane, Karo, Patrick Zabé, les Jades, les Hou-Lops et les Lutins.
Renée Martel vit très mal sa rupture avec le chanteur Jean Malo en 1971, et c'est à cette époque qu'elle commence à consommer de plus en plus d'alcool. Son nouvel amoureux, le bassiste Jean-Guy Chapados, prend sa carrière en main. À l'été 1971, elle signe un contrat avec une nouvelle compagnie de disques, Trans-World. En février 1972 sort le 45 tours Un amour qui ne veut pas mourir (version française de "Never Ending Song of Love" du groupe Américain Delaney and Bonnie), chanson mi-pop mi-country qui deviendra son plus célèbre tube. Les succès qui suivent prennent un son de plus en plus country : Partir au soleil, Si on pouvait recommencer, Donne-moi un jour, Le premier amour.

## La chanteuse country
En 1974, à la suite de la naissance de son fils Dominique, elle enregistre l'album Réflexions, produit par Chapados. Il s'agit d'un premier album aux chansons originales, Renée Martel ayant composé les paroles et Jean-Guy Chapados la musique. Mais l'album ne se vend pas très bien. La même année, elle se reprend avec Cowgirl dorée, adaptation francophone effectuée par Robert Charlebois du succès Rhinestone Cowboy de Glen Campbell. À l'automne, elle se produit pour la première fois à la Place des Arts.
En 1978, peu après sa séparation avec Chapados, elle coanime l'émission country Patrick, Renée et lui-même avec Patrick Norman et Willie Lamothe. Quelques semaines plus tard, celui-ci tombe malade et l'émission reprend sous le titre Patrick et Renée. En 1979, elle enregistre l'album Renée Martel chante Connie Francis et Brenda Lee, produit par Guy Cloutier.
Deux ans plus tard, elle participe à la tournée La Grande Rétro avec Johnny Farago, René Simard et les Classels. À l'automne, elle suit une première thérapie pour son alcoolisme, qui s'est accentué au cours des dernières années. En 1983, elle écrira d'ailleurs le livre Renaissance, qui raconte l'histoire de sa lutte contre sa maladie. À la même époque elle enregistre l'album C'est mon histoire, dans lequel est inclus le succès Nous, on aime la musique country. Au Gala de l'ADISQ 1983, elle reçoit le prix Félix de l'album country de l'année.
En février 1984, Renée Martel fait de nouveau la Place des Arts où elle chante avec ses parents. La même année, elle enregistre un nouvel album country, Cadeau, qui remporte un Félix en 1985. Elle anime ensuite une émission de radio, Martel en tête, à CKVL de Sherbrooke. En 1986, cependant, elle quitte le monde du spectacle et part s'établir au Maroc avec son nouveau mari et leur fille Laurence.

## Le retour au spectacle
Renée Martel revient au Québec en 1990 et renoue vite avec le monde du spectacle. L'album Authentique, sorti en février 1992 et dans lequel se trouve la chanson Je reviens, se vend à 35 000 exemplaires et est en nomination au Gala de l'ADISQ. Comme Réflexions en 1975, il est constitué de chansons entièrement composées par la chanteuse.
De 1993 à 1996, elle anime l'émission télévisée Country centre-ville, à Radio-Canada de Moncton, qui remporte de très bonnes cotes d'écoute, jusqu'à 900 000 téléspectateurs. Le country, un peu passé de mode dans les dernières années, reprend alors une certaine notoriété au Québec. En 1997, Renée Martel sort l'album Country, qui est en nomination au Gala de l'ADISQ. Cette même année cependant, elle subit les premiers symptômes de sa maladie pulmonaire qui fait qu'elle annonce prématurément sa retraite en 1999. La même année, son père décède et elle décide d'enregistrer un ultime album pour lui rendre hommage. À mon père remporte le Félix du meilleur album country au Gala de l'ADISQ.
En 2002, elle écrit son autobiographie en collaboration avec son fils Dominique. Intitulé Renée Martel, Ma vie je t'aime, le livre est publié aux éditions Publistar. Elle y révèle, pour la première fois, avoir été violée à l'âge de 18 ans.
En 2006-2007, la maladie pulmonaire finit peu à peu par se résorber et Renée Martel renoue avec le monde du spectacle. En 2006, elle sort l'album Un amour qui ne veut pas mourir, dans lequel elle reprend ses vieux succès qu'elle interprète de manière acoustique. En 2007, elle recommence petit à petit à se produire dans de petites salles comme l'Anglicane de Lévis ou le Théâtre Petit Champlain. . Depuis qu'elle a repris ses spectacles, les salles sont toujours bondées. Son album "L'Héritage" est sorti en magasin le 27 mai 2008.. Un nouvel album, Une femme libre, voit le jour en janvier 2012 avec la collaboration de Richard Séguin, Nelson Minville et Martine Pratte, pour ne nommer que ceux-là. En 2012, Renée Martel désire élargir ses horizons et célébrer en grand ses 60 ans de carrière. En janvier, elle sort l'album Une Femme Libre. Elle vend des milliers de copies de cet album. En résultat, elle obtiendra 2 Félix en novembre 2012. L'un pour le meilleur disque Country et l'autre concernant ses 60 ans de carrière. Malgré une carrière remplie, madame Martel amorce une nouvelle tournée en 2013. Celle-ci se veut une tournée hommage à ses 60 ans de vie culturelle. C'est loin d'être un adieu, mais un nouveau départ pour la reine du Country québécois. En février 2014, 15 ans après la mort de son célèbre père Marcel Martel, Renée Martel produit un album La Fille de son Père, qui se veut un hommage à la carrière musicale d'un pionnier de la culture québécoise. Elle se hisse rapidement au sommet des palmarès et entame une tournée jusqu'en 2016. À 67 ans, elle persiste et obtient un succès inégalé! En mars 2015, sa mère Noëlla décède. Elle lui rend depuis hommage dans ses spectacles.
En 2018, Renée fait paraître un nouvel album de chansons originales "Arrière saison" avec plusieurs collaborateurs dont Martine Pratte, Nelson Minville, Steve Marin et Paul Daraîche.
À l'automne 2021, après une récidive d'un cancer, elle renoue avec son public en enregistrant un disque de duos de leurs grands succès avec Paul Daraîche. Cet album continue une tradition country, sur le mode Dolly Parton-Kenny Rogers.

## Décès
Le 18 décembre 2021, Renée Martel succombe à 74 ans des suites d’une pneumonie sévère non reliée à la Covid, à l'hôpital Honoré-Mercier,,.

## Discographie

### 45 tours
- 1964 : C'est toi, mon idole / Parle mon cœur
- 1965 : Notre bel amour / Ghislain
- 1965 : Cette danse / La fin de l'amour
- 1966 : Le folklore américain / Julie crève-cœur
- 1966 : Un jeune homme bien / Les marionnettes
- 1966 : Ces bottes sont faites pour marcher / Monsieur Cannibale
- 1966 : Noir, c'est noir / Hank parky
- 1966 : Parle mon cœur / Instrumental
- 1966 : La berceuse de ton cœur / Sèche tes larmes
- 1966 : Quand un amour renaît / Je chante pour toi
- 1967 : Liverpool / Oublie ces mots
- 1968 : Je vais à Londres / Johnny Angel
- 1968 : Les vacances / Tous les arbres sont en fleur (avec Michel Pagliaro)
- 1968 : Viens changer ma vie / J'aurai mon tour de chance
- 1968 : Le petit train bleu / As-tu vu le Père Noël?
- 1969 : À demain my Darling / Quand un bateau passe
- 1969 : C'est l'été / Vous (avec Michel Pagliaro)
- 1969 : Embrasse-moi / La ronde des saisons
- 1969 : Nos jeux d'enfants / Parlez-moi de lui
- 1970 : Le bateau du bonheur / Un certain soir
- 1971 : Prends ma main / Je suis la Terre
- 1971 : Finalement
- 1971 : Mon roman d'amour / Pour mon amour
- 1972 : Un amour qui ne veut pas mourir / Ta femme à toi
- 1972 : Partir au soleil / Je crois en toi
- 1972 : Si on pouvait recommencer / Lentement
- 1973 : Ce n'était qu'un rêve / Pourtant
- 1973 : Donne-moi un jour / Tout est plus beau
- 1974 : Le premier amour / J'sais pas pourquoi
- 1974 : Quand nous ferons l'amour par cœur / J'ai trouvé ton mot
- 1975 : La reine du foyer / Les sciences occultes
- 1975 : Cowgirl dorée / Instrumental
- 1976 : Quand va-t-on m'aimer? (avec Michèle Richard) / Instrumental
- 1976 : J'aime la vie / Instrumental
- 1977 : C'était toi, c'était moi, c'était nous / Instrumental
- 1977 : Tu n'es plus là / Un amour comme le nôtre
- 1978 : J'ai besoin de ton amour / Instrumental
- 1978 : Souvenirs de vacances (avec René Simard) / Instrumental
- 1979 : Darling / Une mère (par Fernand Gignac)
- 1979 : Dis que tu m'aimes / Try me again
- 1980 : Fool number 1 / All alone am I
- 1981 : El lute / Une femme pour la vie
- 1981 : Un coin de ciel / Il est là
- 1981 : Amigo Hey Paulo (avec Johnny Farago) / Running scared (par Farago)
- 1983 : Nous, on aime la musique country (avec ses parents)  /Dors-bien mon ange
- 1983 : Divorce / Valse au clair de lune
- 1984 :  Nous (avec Patrick Norman) / Instrumental
- 1984 : Cadeau / Instrumental
- 1985 : Premiers moments d'amour / Instrumental
- 1985 : Stewball / Mes vingt ans
- 1992 : Je reviens

### Albums
- 1968 : Renée Martel
- 1969 : Renée Martel
- 1969 : Renée Martel
- 1971 : Pagliaro & Martel (avec Michel Pagliaro)
- 1971 : Mon roman d'amour
- 1972 : Un amour qui ne veut pas mourir
- 1974 : Réflexions
- 1978 : Tu n'es plus là
- 1978 : René Simard et Renée Martel
- 1980 : Renée Martel chante Connie Francis et Brenda Lee
- 1981 : Un coin du ciel
- 1982 : C'est mon histoire
- 1984 : Cadeau
- 1992 : Authentique
- 1995 : Chantons Noël
- 1998 : Country
- 1999 : À mon père
- 2006 : Un amour qui ne veut pas mourir
- 2008 : L'Héritage
- 2012 : Une femme libre
- 2014 : La fille de son père
- 2018 : Arrière-saison

### Compilations
- 1970 : Mon disque d'or (compilation)
- 1978 : J'ai besoin d'amour (compilation)
- 1978 : Les plus belles chansons de Renée Martel - 20 grands succès
- 1993 : Renée Martel, Les Grandes Chansons
- 1999 : Renée Martel, volume 1: Liverpool (compilation)
- 1999 : Renée Martel, volume 2: Cowgirl dorée (compilation)
- 1999 : Renée Martel, volume 3: Premier amour (compilation)
- 2002 : Une vie en chansons: 50 ans de carrière
- 2012 : Renée Martel, Mes 25 meilleures chansons pop
- 2012 : Renée Martel, Mes 25 plus grands succès country

## Lauréats et nominations

### Gala de l'ADISQ
| Année | Catégorie                                   | Pour                                                     | Résultat   |
| ----- | ------------------------------------------- | -------------------------------------------------------- | ---------- |
| 1983  | microsillon de l'année - country et western | C'est mon histoire                                       | lauréat    |
| 1985  | microsillon de l'année - country            | Cadeau                                                   | lauréat    |
| 1992  | album de l'année - country/western          | Authentique                                              | nomination |
| 1996  | album de l'année - enfant                   | Chantons noël                                            | nomination |
| 1998  | album de l'année - country                  | Country                                                  | nomination |
| 1999  | album de l'année - country                  | À mon père                                               | lauréat    |
| 1999  | spectacle de l'année - interprète           | Casino country (avec Patrick Norman)                     | nomination |
| 2009  | album de l'année - country                  | L'héritage                                               | lauréat    |
| 2009  | spectacle de l'année - interprète           | L'héritage                                               | lauréat    |
| 2012  | album de l'année - country                  | Une femme libre                                          | lauréat    |
| 2012  | prix hommage                                | Renée Martel                                             | lauréat    |
| 2013  | spectacle de l'année - interprète           | Femme libre                                              | nomination |
| 2015  | spectacle de l'année - interprète           | Les années bonheur (avec Michel Louvain et Chantal Pary) | nomination |
| 2016  | album de l'année - country                  | Nous (avec Patrick Norman)                               | lauréat    |
| 2017  | spectacle de l'année - interprète           | Nous (avec Patrick Norman)                               | nomination |
| 2019  | album de l'année - country                  | Arrière-saison                                           | nomination |
| 2022  | album de l'année - réinterprétation         | Contre vents et marées (avec Paul Daraîche)              | nomination |

### Gala country
| Année | Catégorie          | Pour                                        | Résultat |
| ----- | ------------------ | ------------------------------------------- | -------- |
| 2022  | chanson de l'année | Contre vents et marées (avec Paul Daraîche) | lauréat  |